# Tükörkép
A Tükörkép (angolul: Mirror Image) Isaac Asimov tudományos-fantasztikus novellája, amelyet 1972-ben írt, s az Analog Science Fiction and Science Fact magazin májusi számában jelent meg. Magyarul a Robottörténetek című novelláskötetben jelent meg először Nagy Sándor fordításában 1993-ban.

## Történet
|  | Alább a cselekmény részletei következnek! |

Egy évvel A mezítelen nap eseményei után R. Daneel Olivaw ismét megkeresi Elijah Baley-t. Ezúttal épp egy űrhajón utazott haza az Aurorára, amikor két matematikus – az idős és tapasztalt Alfred Barr Humboldt, valamint a fiatal tehetség, Gennao Sabbat – összeveszett. A két fél egyaránt azt állítja, forradalmi eredményt ért el, a másikkal megbeszélte, majd az ellopta. A beszélgetés két tanúja Sabbat és Humboldt személyi robotjai voltak, akik mindketten vallomásukkal saját gazdájukat védik. Ezek után javasolta Daneel az űrhajó kapitányának, hogy tegyenek egy kis kitérőt a Földre, és kérjék ki Elijah Baley véleményét az ügyben.
Baleynek csak a két robotot áll módjában kihallgatni. Megállapítja, hogy mindkét robot saját gazdája hírnevét tartja fontosabbnak a másikénál. Külön-külön megpróbálja meggyőzni őket, hogy a másik hírneve fontosabb, mint a gazdájáé. Sabbat robotja erre úgy reagál, hogy megmásítja vallomását, Humboldté azonban ezek után képtelen megszólalni. Baley ezt azzal magyarázza, hogy igazságról hazugságra áttérni könnyebb, mint fordítva, így szerinte Humboldt a bűnös.
Az idős matematikus erre beismeri bűnét. Baley később bevallja Daneelnek, a robotok reakcióit igazította saját elméletéhez: nem tudta elképzelni ugyanis, hogy az idősebb Humboldt véleményeztette volna az ifjú Sabbattal az elméletét.
|  | Itt a vége a cselekmény részletezésének! |

## Megjelenések

### angol nyelven
1. Analog Science Fiction, 1972. május
2. The Best of Isaac Asimov (Sidgwick & Jackson, 1973)
3. Science Fiction: Masters of Today (Richard Rosen, 1981)
4. The Complete Robot (Doubleday, 1982)
5. The Robot Collection (Doubleday, 1983)
6. The Asimov Chronicles: Fifty Years of Isaac Asimov (Dark Harvest, 1989)

### magyar nyelven
1. Robottörténetek, I. kötet, Móra Ferenc Könyvkiadó, 1993, ford.: Nagy Sándor
2. Isaac Asimov teljes Alapítvány-Birodalom-Robot Univerzuma, I. kötet, Szukits Könyvkiadó, 2001, ford.: Szántai Zsolt

## Külső hivatkozások
- Magyar nyelvű megjelenések
- Angol nyelvű megjelenések az ISFDB-től

| Előző           | Sorozat                                               | Következő                |
| --------------- | ----------------------------------------------------- | ------------------------ |
| A mezítelen nap | Robot sorozat Alapítvány–Birodalom–Robot regényciklus | A Hajnal bolygó robotjai |